# Бунге Микола Андрійович
Мико́ла Андрі́йович Бу́нге  (*3 (15) грудня 1842, Варшава — 31 грудня 1914 (13 січня 1915), Київ) — російський і український хімік німецького походження.
Працював у галузях електрохімії та хімічної технології. Досліджував електроліз розчинів і органічних сполук, удосконалив методику газового аналізу. Вивчав процес виробництва цукру з цукрового буряку та умови його перебігу. Зробив вагомий внесок у розвиток вітчизняної цукрової промисловості.

## Біографія

### Родина
Микола Бунге належав до великого київського роду німецького походження, засновником якого був його прадід Георг Фридріх Бунге. Дідусь Миколи — Бунге Християн Георгійович, випускник Києво-Могилянської академії, один з перших київських педіатрів.
Батько Миколи, Андрій Християнович Бунге (за іншими даними мав ім'я Генріх, Григорій, Костянтин) (18.07.1811 — 11.02.1885) був інженером. Навчався у Дерптській гімназії (1821—1828). Служив будівельним інженером у Санкт-Петербурзі (1830—1835), потім у Варшаві (1835—1844). Працював на будівництві фортець у Івангороді та Олександрівської цитаделі у Варшаві. Вийшов у відставку достроково через хворобу в ранзі капітана. Жив у власному маєтку Опалин під Варшавою.
Андрій Бунге одружився зі своєю племінницею, Оленою Тецнер, донькою аптекаря Івана Тецнера та Єлизавети Георгіївни Бунге, доньки дядька Андрія Георга Бунге.
Мав старшу сестру Меланію (народилася 19.12.1837), яка вийшла заміж за генерал-майора Карла Львовича фон Тромпетера.

### Рання біографія
Народився 3 (15) грудня 1842 року у Варшаві. До 12 років виховувався в домашніх умовах, потім вступив до Вищого чоловічого пансіона Е. Гольца у Варшаві. 1856 року переїхав до свого діда Християна, який жив у Києві. Невдовзі дід помер, і Миколу взяв до себе в дім дядько, професор Київського університету Микола Християнович Бунге.
У Києві 1857 року Микола вступив до 4-го класу Першої київській гімназії. Закінчив гімназію зі срібною медаллю.

### Освіта
Після закінчення гімназії в 1861 році був зарахований студентом природничого відділення фізико-математичного факультету університету святого Володимира, який закінчив у 1865 році і був залишений при університеті професорським стипендіатом. М. А. Бунге пристрасно захоплювався хімією, ще в студентські роки виконав свою першу наукову працю, а за період перебування стипендіатом витримав магістерські іспити і захистив у 1868 р. дисертацію на тему «Про нітрозосполуки». Уже магістром отримав закордонне відрядження на два роки, половину з якого він провів у Німеччині.

### Викладацька і наукова діяльність
Після закінчення закордонного відрядження 1871 року М. А. Бунге розпочав читати лекції та став завідувачем кафедрою і лабораторією технічної хімії в університеті св. Володимира.
Разом із Петром Алексєєвим він був засновником Російського фізико-хімічного товариства, а також почесним членом Товариства природознавців, активним членом Київського відділення Російського технічного товариства (яке очолював 33 роки), головою якого його було обрано 1873 р.
М. А. Бунге неодноразово наголошував, що для розвитку промисловості в Росії необхідно готувати «обізнаних діячів», у зв'язку з чим проявляв турботу про технічну освіту. З його ініціативи 1884 року було створено в селищі Сміла Київської губернії дворічні технічні класи (сьогодні — технікум харчової промисловості), для яких він створив статут та які підтримував фінансово. Також брав участь у заснуванні школи дорожньої і будівельної справи та ремісничого училища в Києві.

### Родина
03 червня 1873 року Микола Бунге одружився з Євгенією Шиповською (народженою 1850 року), донькою штаб-офіцера Управління Київського, Волинського і Подільського генерал-губернатора Порфирія Андрійовича Шиповського. Вони мали двох дітей: Катерину та Миколу.
Катерина Бунге народилася 15 або 18 липня 1874 року. Була російськомовною поетесою і перекладачкою. Друкувалася у періодичних виданнях «Киевская мысль», «Вестник Европы», «Современный мир», «Мир», «Эпоха», «Дно». Перекладала російською деякі твори Франциска Ассізького. Померла в Берліні 13 вересня 1933 року, похована на православному кладовищі Тегель.
Микола Миколайович Бунге (1885—1921) став хіміком, як і батько. 1910 року закінчив природниче відділення фізико-математичного факультету Київського університету, пізніше викладав в університеті. Після створення Таврійського філіалу Київського університету в травні 1918 року був одним з декількох викладачів, які сформували фізико-математичний факультет. Помер у 1921 році.

## Нагороди
Нагороджений орденами Святого Станіслава 2 ступеня у 1874 році та Святої Анни 2 ступеня у 1877 році. Мав чин статського радника.